# لیلی گارافولیک
لیلی گارافولیک یانکوویچ (اسپانیایی: Lily Garafulic Yankovic؛  زاده ۱۴ مه ۱۹۱۴ – درگذشته ۱۵ مارس ۲۰۱۲)  مجسمه‌ساز شیلیایی، عضو نسل ۴۰ هنرمند  و مدیر موزه بود. گارافولیک در سال ۱۹۴۴ دریافت کننده بورسیه تحصیلی گوگنهایم در شهر نیویورک بود.

## پیشه
لیلی گارافولیک در سال ۱۹۳۴ تحصیلات خود را در دانشکده هنرهای زیبای دانشگاه شیلی آغاز کرد و تحت آموزش مجسمه‌ساز برجسته، لورنزو دومینگز قرار گرفت.در سال ۱۹۴۴، او موفق به دریافت بورسیه گوگنهایم شد و به نیویورک سفر کرد. در آنجا در مدرسه جدید تحقیقات اجتماعی (که امروزه با نام نیو اسکول شناخته می‌شود) به تحصیل پرداخت و همزمان در آتلیه ۱۷ زیر نظر استاد حکاکی و چاپ، استنلی ویلیام هایتر، فعالیت کرد.
گارافولیک که در درجه اول یک مجسمه‌ساز بود، با مواد مختلفی از جمله سنگ مرمر، چوب، برنز و سفال کار می‌کرد. علاوه بر این، او آثار متعددی را نیز بر روی کاغذ خلق نمود. از میان برجسته‌ترین آثار او می‌توان به مجسمه‌های شانزده پیامبر اشاره کرد که در بالای کلیسای لوردس در سانتیاگو، شیلی نصب شده‌اند.
او از اعضای نسل ۴۰  محسوب می‌شد که شامل هنرمندان و مجسمه‌سازان مطرح شیلیایی مانند مارتا کولوین بود.
در سال ۱۹۵۱، گارافولیک به عنوان استاد مجسمه‌سازی در دانشگاه شیلی منصوب شد و در طول سال‌های تدریس خود، شاگردان برجسته‌ای همچون سرخیو بادیلا کاستیلو و رائول والدیویزو را پرورش داد. او سرانجام در سال ۱۹۹۷ با عنوان استاد بازنشسته از دانشگاه شیلی کناره‌گیری کرد.
گارافولیک در سال ۱۹۹۵ موفق به دریافت جایزه ملی هنرهای تجسمی شیلی (انگلیسی ) شد. در سال ۲۰۱۴، به مناسبت صدمین سالگرد تولد او، نمایشگاهی در سفارت شیلی در واشینگتن دی‌سی برگزار شد. همچنین مستندی دربارهٔ زندگی و آثار او در همان سال برای اولین بار پخش گردید.

## زندگی شخصی
لیلی گارافولیک در ۱۴ مه ۱۹۱۴ در شهر آنتوفاگاستا، شیلی به دنیا آمد. او اصالتاً کروات بود. این هنرمند برجسته سرانجام در ۱۵ مارس ۲۰۱۲ در سن ۹۷ سالگی در خانه‌اش واقع در محله پارک جنگلی سانتیاگو درگذشت.

## جوایز
- لیست جوایز در نسخهٔ انگلیسی